# Goianésia
Goianésia is een gemeente in de Braziliaanse deelstaat Goiás. De gemeente telt 56.839 inwoners (schatting 2009).